# Segunda epístola a Timoteo

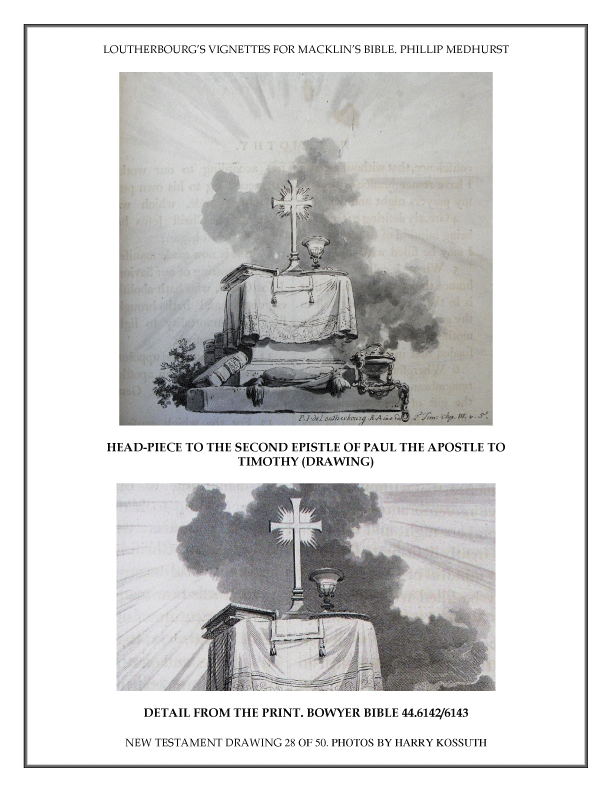
Segunda Epístola a Timoteo.

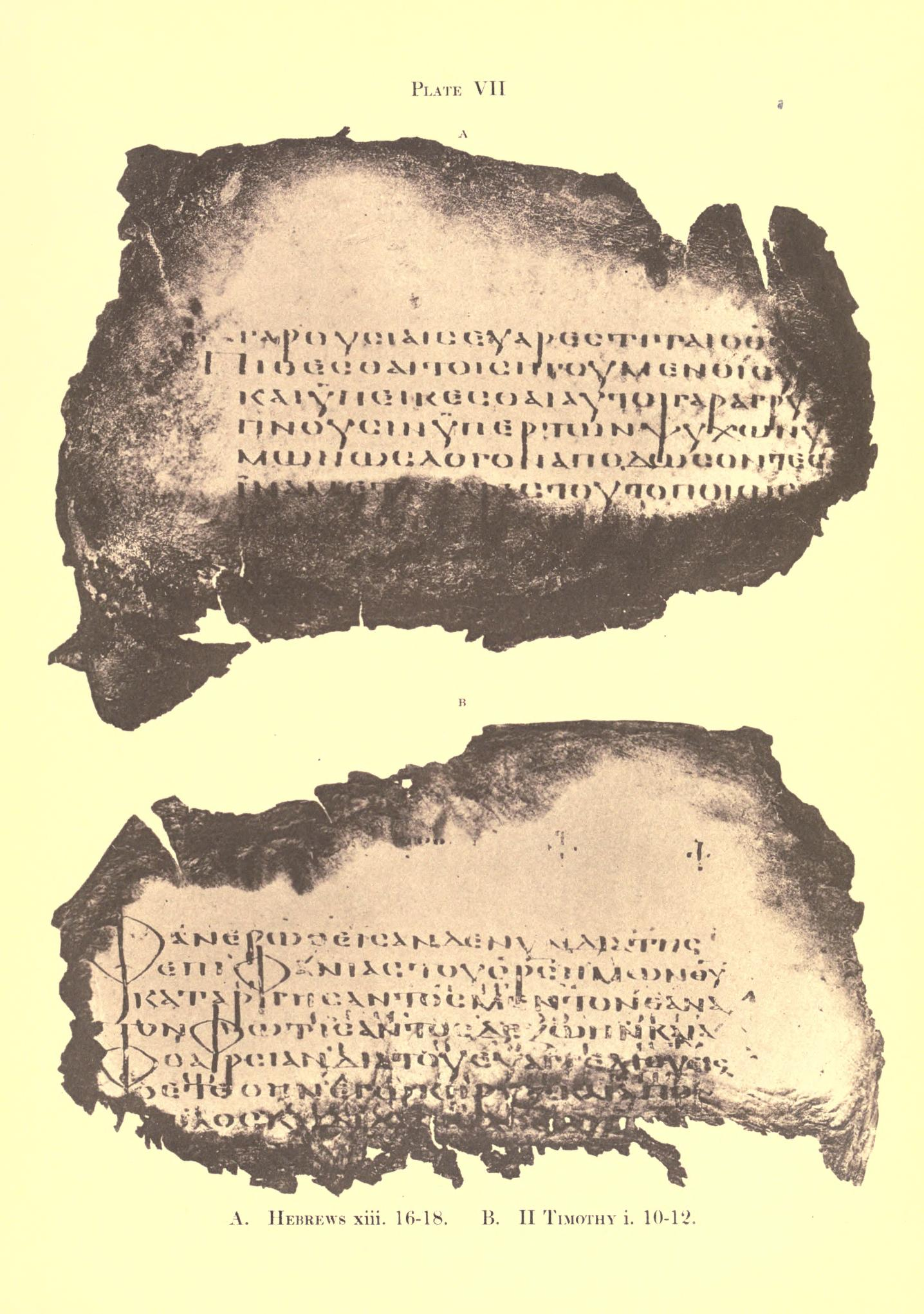
Fragmento del Codex Freerianus; la parte inferior muestra el texto de 2 Timoteo 1:10-12.

La Segunda epístola a Timoteo forma parte de las cartas pastorales del Nuevo Testamento de la Biblia, junto con la Primera epístola a Timoteo y la Epístola a Tito. Eusebio, en su historia eclesiástica, afirma que Pablo murió como mártir durante el reinado de Nerón que término 68 d. C., aunque la persecución intensa comenzó el 64 d. C.: Pablo escribió 2° Timoteo poco antes de su muerte, probablemente en 64-65 d. C. Algunos también sostienen que la data de la Carta podría ser 67 d. C.
La Segunda Epístola a Timoteoes una de las tres epístolas pastorales tradicionalmente atribuidas a Pablo Apóstol. Dirigida a Timoteo, compañero de misión, se considera tradicionalmente como la última epístola que Pablo escribió antes de su muerte. El idioma original es el griego koiné.
En ella, Pablo de Tarso dice de forma dramática: "A mí ya me sacrifican, y el tiempo de mi partida está cercano". Al borde de ser ejecutado por su fe, el autor declara que de Dios "no se recibe un espíritu de temor o cobardía, sino de fortaleza, de amor y sobriedad". Tras afirmar que "todos" los que quieran vivir piadosamente en Cristo Jesús sufrirán persecuciones, desea a sus enemigos que "la conversión les haga conocer plenamente la verdad y se liberen del lazo del diablo".
Aunque las Pastorales se atribuyen a Pablo, difieren de sus otras cartas. Desde principios del siglo XIX, los eruditos las consideran cada vez más la obra de un seguidor desconocido de las enseñanzas de Pablo. Esta perspectiva surge del hecho de que las Pastorales no se centran en los temas típicos de Pablo, como la unidad de los creyentes con Cristo, y presentan una jerarquía eclesiástica más organizada y definida que la que existía en vida de Pablo.
No obstante, varios eruditos siguen defendiendo la autoría tradicional de 2 Timoteo.
Advierte sobre los egoístas, avaros, fanfarrones y otros que son "más amantes de placeres que de Dios y tienen apariencia de piedad pero niegan su eficacia".

## Autoría
La mayoría de los eruditos críticos modernos sostienen que 2 Timoteo, así como las otras dos llamadas «cartas pastorales» (1 Timoteo y Tito), no fueron escritas por Pablo sino por un autor anónimo, en algún momento entre los años 90 y 140 d. C. Algunos estudiosos se refieren al autor supuestamente seudónimo como «el Pastor».
El lenguaje y las ideas de 2 Timoteo son notablemente diferentes de las otras dos epístolas pastorales, pero similares a las de las últimas epístolas paulinas, especialmente las que escribió en cautividad. Esto ha llevado a algunos eruditos a concluir que el autor de 2 Timoteo es una persona distinta del de 1 Timoteo y Tito. Raymond E. Brown propuso que esta carta fue escrita por un seguidor de Pablo que tenía conocimiento de los últimos días de éste.
La mayoría de los eruditos, tanto los que argumentan a favor como en contra de su autenticidad, son de la opinión de que 2 Timoteo pertenece a un género pseudoepigráfico conocido como género testamentario o discurso de despedida, el género 'testamentario' contiene dos elementos principales: advertencias éticas a seguir tras la muerte del escritor y revelaciones del futuro. El hecho significativo sobre el género 'testamentario' no estaba en sus marcadores sino en su naturaleza; se argumenta que una pieza de literatura 'testamentaria' pretende «ser una ficción completamente transparente».
Jerome Murphy-O'Connor, sin embargo, argumentó que 2 Timoteo fue escrita por Pablo y que las otras dos epístolas pastorales fueron escritas por otra persona tomándola como modelo.

## Manuscritos más antiguos que se conservan
El manuscrito original de este libro se ha perdido, al igual que cerca de dos siglos de las copias más antiguas. Las texto de los manuscritos supervivientes varía. Los manuscritos más antiguos que contienen parte o la totalidad del texto de este libro incluyen:
- Codex Sinaiticus (330-360 d. C.)
- Codex Alexandrinus (400-440)
- Codex Ephraemi Rescriptus (c. 450)
- Codex Freerianus (c. 450)
- Codex Claromontanus (c. 550)
- Codex Coislinianus (c. 550)

## Composición
Capítulo 1: Saludo. Versículos 1-5.
Predicación del mensaje evangélico.
Correspondencia a la gracia recibida. Versículos 6-7
San Pablo, Heraldo del Evangelio. Versículos 8-14.
Comportamiento de algunos discípulos. Versículos 15-18
Capítulo 2: Fidelidad y reciedumbre del apóstol. Versículos 1-7.
Jesucristo, modelo del apóstol. Versículos 8-13
Defensa de la doctrina. Evitar errores y discusiones inútiles. Versículos 14-21.
Paciencia con los que yerran. Versículos 22-26.
Capítulo 3. 
Prevenir los peligros del error. Versículos 1-13
Fidelidad a la Sagrada Escritura. Versículos 14-17.
Capítulo 4.
Perseverancia en la oración. Versículos 1-5
El galardón de la fidelidad. Versículos 6-8.
Recomendaciones finales.
Noticias y encargos. Versículos 9-18.
Saludo y despedida. Versículos 19-22

## Contenido

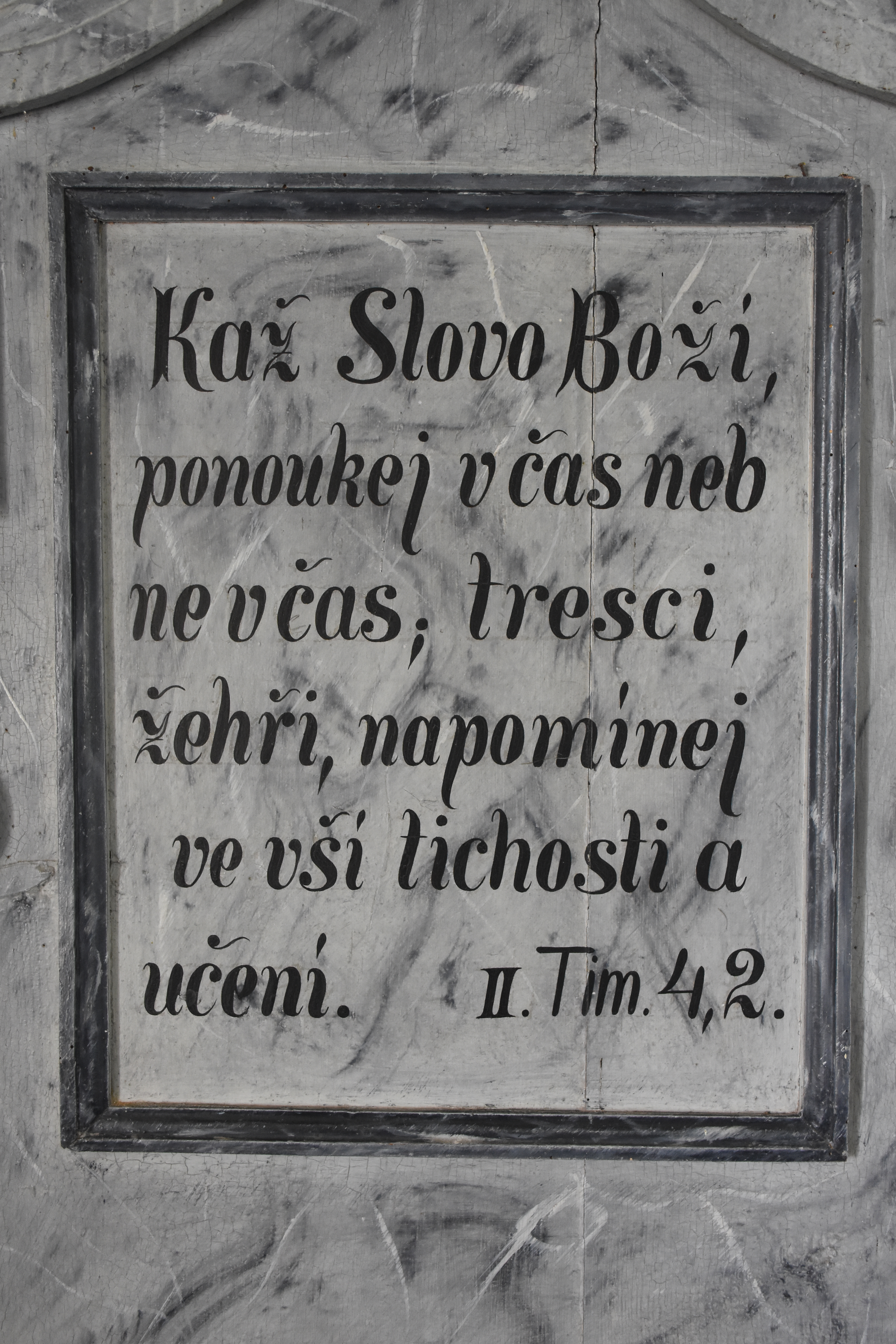
Cita de 2 Timoteo en traducción checa: «Predique la palabra; esté preparado a tiempo y fuera de tiempo; corrija, reprenda y anime; con gran paciencia y cuidadosa instrucción». (NVI)

Según la carta, Pablo insta a Timoteo a no tener un «espíritu de timidez» y a no «avergonzarse de dar testimonio de nuestro Señor» (1:7-8). También ruega a Timoteo que acuda a él antes del invierno y que lleve consigo a Marcos (cf. Filipenses 2:22). Anticipaba que «se acercaba el momento de su partida» (4:6), y exhorta a su «hijo Timoteo» a toda diligencia y firmeza frente a las falsas enseñanzas, con consejos sobre cómo combatirlas con referencia a las enseñanzas del pasado, y a la paciencia bajo la persecución (1:6-15), y a un fiel cumplimiento de todos los deberes de su cargo (4:1-5), con toda la solemnidad de quien estaba a punto de comparecer ante el Juez de vivos y muertos.
Esta carta contiene uno de los himnos cristológicos de Pablo en 2:11-13:

Es un dicho fiel::

Porque si hemos muerto con él, también viviremos con él:

Si sufrimos, también reinaremos con él:

si le negamos, él también nos negará:

Si no creemos, él permanece fiel: no puede negarse a sí mismo.
King James Version

o

El dicho es digno de confianza, pues:

Si hemos muerto con él, también viviremos con él;

si perduramos, también reinaremos con él;

si le negamos, él también nos negará

si somos infieles, él permanece fiel-

pues no puede negarse a sí mismo.
English Standard Version

A Pablo se le describe en la carta, que puede haber sido escrita después de su muerte, como anticipando su condena a muerte y realidades más allá en su despedida que se encuentra en 2 Timoteo 4:6-8: 

Porque ya estoy listo para ser ofrecido, y el tiempo de mi partida está cerca. He peleado una buena batalla, he terminado mi curso, he guardado la fe: Por tanto, me está guardada una corona de justicia, que el Señor, juez justo, me dará en aquel día; y no sólo a mí, sino también a todos los que aman su aparición.

Partes de 2 Timoteo son paralelas a la Epístola a los Filipenses, que también se cree que fue escrita (con la ayuda de Timoteo) cerca de la época de la muerte de Pablo.
Basándose en la opinión tradicional de que 2 Timoteo fue la última epístola de Pablo, el capítulo 4 habla (v. 10) de cómo Demas, antes considerado un «compañero de trabajo», le había abandonado por Tesalónica, «habiendo amado este mundo presente». En agudo contraste con su disputa con Bernabé a causa de Marcos (Hch 15:37-40), que acabó con la separación de ambos, Pablo consideraba ahora a Marcos «provechoso para el ministerio» (v. 11). El capítulo 4 también contiene la única mención bíblica del Lino (v. 21), que en la tradición católica figura como sucesor inmediato de Pedro como obispo de Roma.
En la epístola, Pablo le pide a Timoteo que la próxima vez que lo vea le traiga su capa y sus libros.
2 Timoteo 2:14-16 contiene una serie de mandatos dirigidos al colaborador de Pablo (en segunda persona) sobre cómo uno debe enseñar o relacionarse con los que están en disputas pertenecientes a la herejía. La enseñanza de Pablo era considerada autorizada tanto por el gnóstico como por los grupos antignósticos en el siglo II, pero esta epístola destaca con firmeza y se convierte en una base para las posturas antignósticas.